# Diadegma holopygum
Diadegma holopygum là một loài tò vò trong họ Ichneumonidae.